# Lluís Josep Comerón
Lluís Josep Comerón Martín (Mataró, Barcelona, 1925) es un guionista y director español de cine.

## Biografía
Estudió matemáticas en la Universidad de Barcelona y trabajó como periodista. En 1950 fue uno de los fundadores del Cineclub Mataró, donde se proyectaban y debatían películas. Escribió los guiones de La legión del silencio de José María Forqué (1956), La cárcel de cristal (1956) y Distrito quinto (1957) de Julio Coll, El frente infinito (1959) de Pedro Lazaga, Sentencia contra una mujer (1960), La mentira tiene cabellos rojos (1962), Estambul 65 (1965) y Las Vegas, 500 millones (1968) de Antonio Isasi-Isasmendi.
En 1963 dirigió su primera película, Escuadrilla de vuelo, y después de dirigir algunos cortometrajes no fue hasta 1974 que dirigió su segundo largometraje, Larga noche de julio, con un presupuesto de cuatro millones de pesetas. Dirigió películas como La rebelión de los pájaros (1982) con el grupo musical Regaliz o Un genio en apuros (1983) protagonizada por el humorista Eugenio y en 1986 dirigió Puzzle, donde trabajó con Antonio Banderas. En 2000 dirigió su última película, La otra cara de la luna.
Al margen de la cinematografía fue compositor musical y escritor. En 2002 fue finalista del Premio Josep Pla con Una esquina en el desierto. También ha sido presidente hasta 2015 de la asociación sin ánimo de lucro CinemaNet, que defiende los valores del humanismo cristiano en el cine.

## Filmografía
| Película                   | Año  |
| -------------------------- | ---- |
| Escuadrilla de vuelo       | 1963 |
| Larga noche de julio       | 1974 |
| Una familia decente        | 1978 |
| Dos y dos, cinco           | 1981 |
| La rebelión de los pájaros | 1982 |
| Un genio en apuros         | 1983 |
| Puzzle                     | 1986 |
| La otra cara de la luna    | 2000 |

## Libros
- Una esquina en el desierto (2001)

## Premios
- Grifo de Oro en el Festival de Cine de Giffoni de 1982 por La rebelión de los pájaros.[5]